# El Terrero (Chihuahua)
El Terrero es una localidad situada en el estado mexicano de Chihuahua. Según el censo de 2020, tiene una población de 2752 habitantes.
Es una población dedicada fundamentalmente a actividades agrícolas y ganaderas. Se encuentra en el centro del municipio, en las zonas de mayor desarrollo de esta actividad y en un centro de comunicaciones carreteras con las restantes poblaciones de Namiquipa.
Se localiza aproximadamente a 100 kilómetros al norte de Ciudad Cuauhtémoc, a unos 170 kilómetros al noroeste de la ciudad de Chihuahua y a 10 kilómetros al sur de la cabecera municipal, Namiquipa. Su principal vía de comunicación es la Carretera Estatal 292 de Chihuahua, que la enlaza hacia el este con la Carretera Federal 45 y de ahí hacia el sur con la ciudad de Chihuahua y hacia el norte con Ciudad Juárez. La misma carretera conduce hacia el sureste a Óscar Soto Máynez, desde donde se comunica hacia el sur con Ciudad Cuauhtémoc y hacia el norte con Nuevo Casas Grandes.
Las coordenadas geográficas de El Terrero son 29°10′51″N 107°23′14″O / 29.18083, -107.38722 y se encuentra a una altitud de 1854 metros sobre el nivel del mar.
De acuerdo al Conteo de Población y Vivienda de 2020 realizado por el Instituto Nacional de Estadística y Geografía la población total de El Terrero es de 2752 habitantes, de los cuales 1338 son hombres y 1414 son mujeres.
El 1 de febrero de 2009, mientras una multitud presenciaba una carrera de caballos en un carril en dicha localidad, una comando armado de narcotraficantes abrió fuego contra una banda rival con armas automáticas, causando el pánico de los asistentes y por los menos tres muertos y tres policías heridos. Tras esto, la mayor parte de la fuerza policiaca municipal renunció a sus puestos ante el temor y muchos pobladores dejaron sus posesiones para trasladarse a lugares más seguros.